# Cinema 4D
 (septembre 2016).
Améliorez-le ou discutez des points à vérifier. 
Ne doit pas être confondu avec Cinéma 4-D.
CINEMA 4D est un logiciel de création 3D développé par la société allemande Maxon ; une entreprise du groupe allemand Nemetschek. C'est un outil permettant la modélisation, le texturage, l'animation et le rendu d'objets 3D.
Jusqu'en 1991, le logiciel s'appelait FastRay, pour ensuite devenir CINEMA 4D.
Chaque année, la société Maxon présente une nouvelle version qui étend les fonctionnalités de ce logiciel.
Contrairement à d'autres logiciels 3D, Cinema 4D propose une interface épurée qui permet une prise en main rapide.
Le travail en mode point ou en mode extrusion est particulièrement aisé en raison des caractéristiques natives du logiciel.
Cependant, les fonctions d'import ne sont pas particulièrement performantes ce qui oblige l'utilisateur d'avoir recours à d'autres ressources.
Globalement, ce logiciel se situe dans les meilleurs outils de conception 3D en ce qui concerne la création professionnelle. 

## Fonctionnalités
Aussi appelées modules, elles sont intégrées au fil des mises à jour.
- BodyPaint 3D : dépliage UV et création de textures par projection directe sur l'objet
- Advanced Render : illumination globale, caustiques, occlusion ambiante, profondeur de champ et autres effets photoréalistes, générateur de ciel. Depuis la version 2.6, contient également PyroCluster, un outil de génération de particules préconfiguré, et depuis la version 3.0 le module contient l'outil Cineman qui permet la connexion avec le moteur de rendu RenderMan : RenderMan Pro Server de Pixar, 3Delight (en) de Dna research, Sitex Graphics AIR.
- ProRender : moteur de rendu à base de lancer de rayons
- Dynamics : gestion de la gravité et des effets physiques.
- Mocca et Clothilde: animation de personnages et gestion de tissus.
- Hair : création de cheveux, poils, plumes.
- ThinkingParticles : gestion de particules.
- MoGraph : effets d'animation, clonage d'objets.
- NET Render : Permet le rendu d'animations via un réseau intranet ou internet, par le biais d'un navigateur web.
- Sketch and Toon : Permet le rendu non photo-réaliste : dessin, aquarelle, cellulo…
- Système de plugins :  permet d'ajouter des fonctionnalités au logiciel. L'utilisateur peut les créer à l'aide de plusieurs langages et outils intégrés : 
  - COFFEE.
  - Xpresso.
  - Python (dans sa version native, complété par des primitives C4D dédiées)

Une des particularités de Cinema 4D comparé aux autres logiciels de 3D est son système de Fields permettant de modifier de manière intuitive les animations ou la géométrie. 

## Moteurs de rendu additionnels
Le logiciel permet d'ajouter des moteurs de rendu sous forme de modules :
- finalRender stage 2.0 SP3 de Cebas Computer GmbH
- Maxwell Render de Next Limit Technologies
- Renderman Connection de MAXON Computer GmbH
- Indigo Renderer de Radiance
- SunFlow[1]
- V-Ray de Vrayforc4d[2] (plugin) et Chaosgroup[3] (moteur de rendu)
- Mental Ray et iRay
- Octane de OTOY
- Redshift de Maxon
- Cycles 4D par Insydium

## Histoire
En 1990 Christian et Philip Losch présentent Raytracer dans le concours de programmation mensuel du magazine Kickstart et remportent le concours[réf. nécessaire].

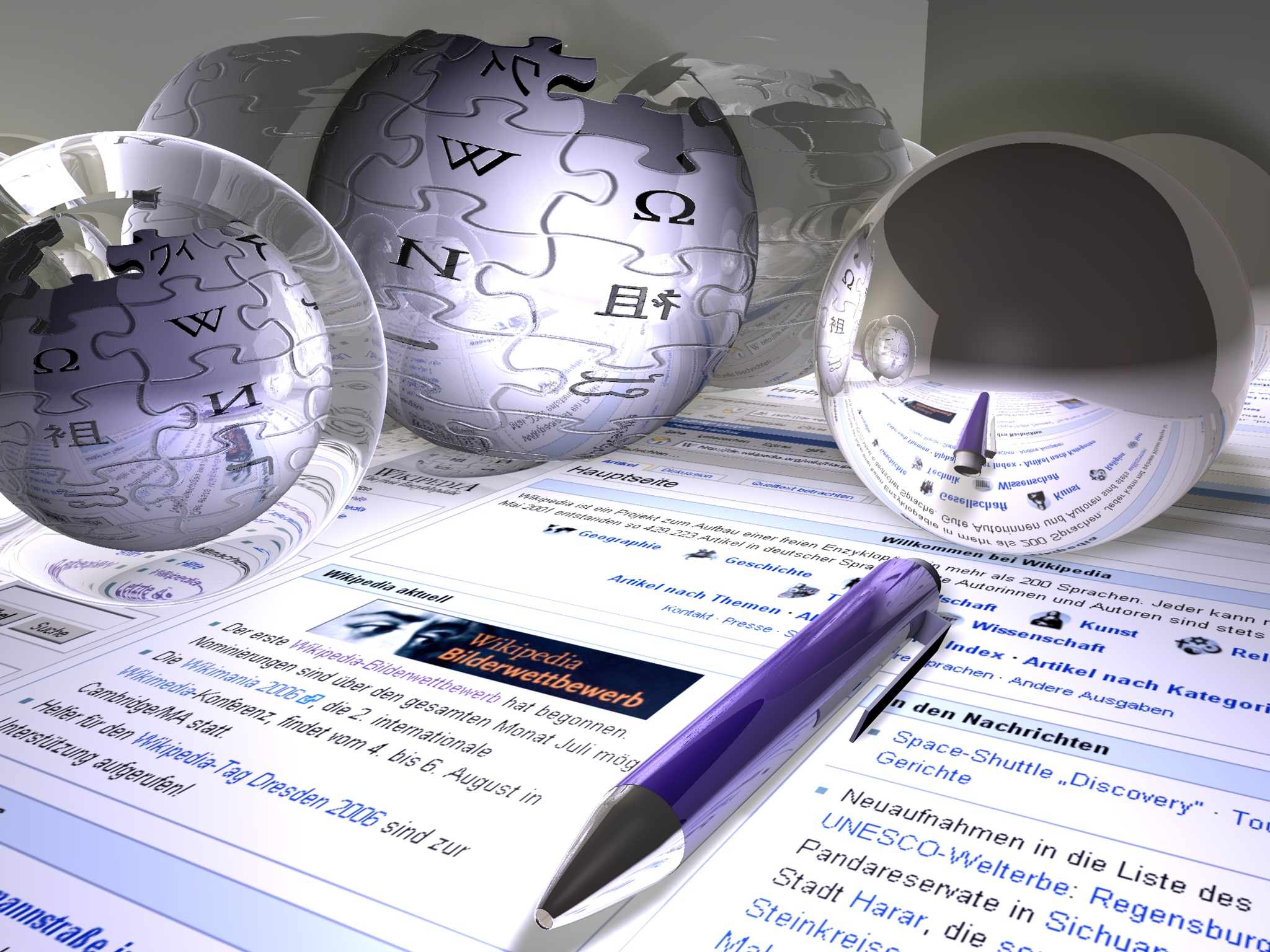
Jeu de reflets
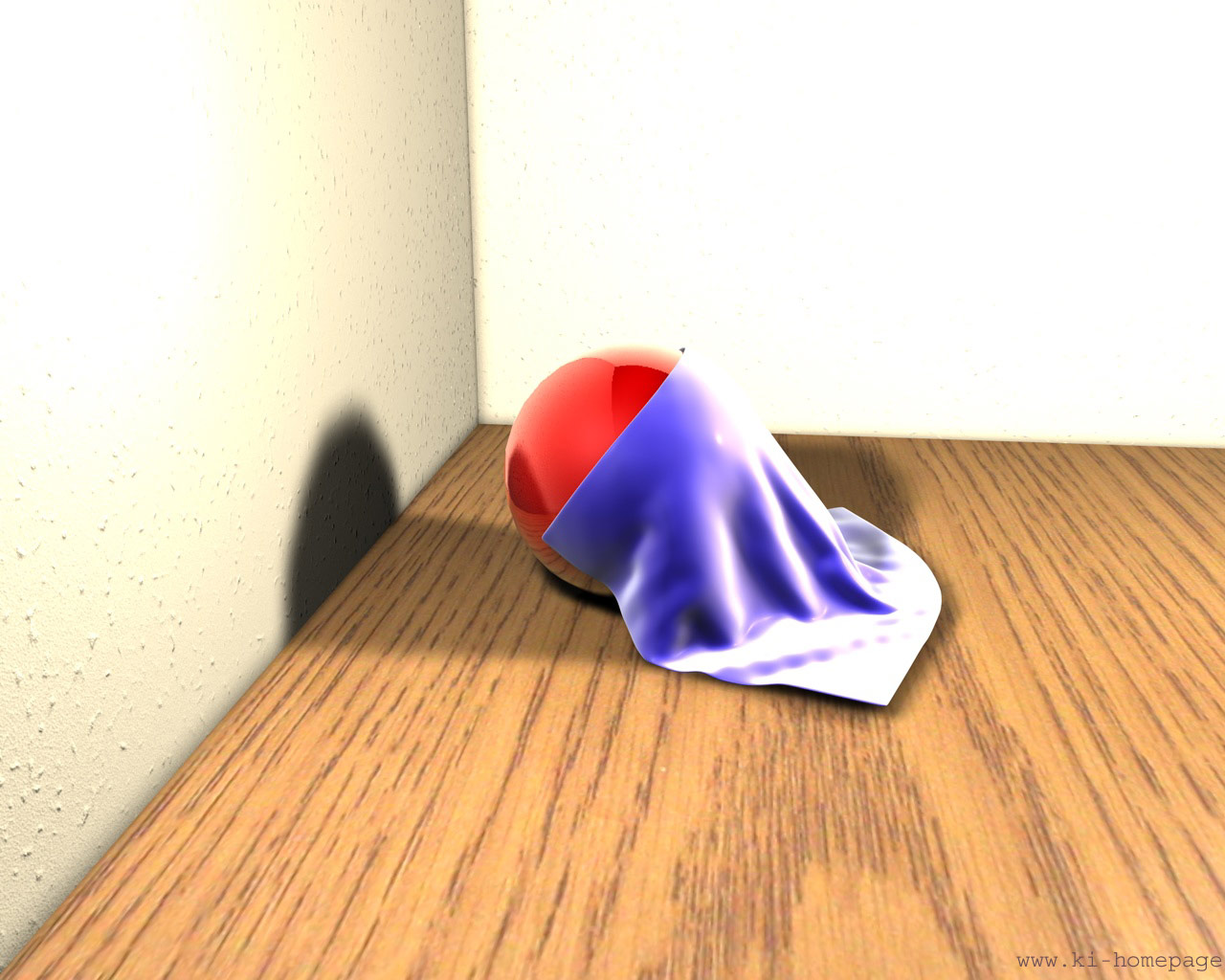
Étoffes